# Cirilo Vázquez
Cirilo Vázquez Lagunes  (Acayucan, 1955 - aldaar, 19 november 2006) was een Mexicaans cacique.
Vázquez was decennialang de sterke man in de regio rond zijn geboorteplaats Acuyacan, in het zuiden van de staat Veracruz. Hoewel hij zelf nooit een politieke functie bekleedde, wist hij zijn vrouw en dochter tot burgemeester gekozen te krijgen, en een andere dochter in de Kamer van Afgevaardigden. Vázquez zelf verdiende een fortuin als rancher, en gebruikte zijn kapitaal om in de infrastructuur van de streek te investeren.
Vázquez is meerdere keren in verband gebracht met illegaal wapenbezit, drugshandel en moord en heeft meerdere keren gevangengezeten, maar is nooit veroordeeld. Hij had de reputatie een ambitieus en gewiekst man te zijn en er zijn zeker een half dozijn corrido's over hem verschenen. De Mexicaanse media berichtte vaak over zijn uitspattingen, en hij genoot ook bekendheid in de Verenigde Staten. Vázquez stond bekend als de 'cacique van het zuiden', en wordt als een van de laatste echte caciques van Mexico gezien.
Op 19 november, na teruggekeerd te zijn van een regionale honkbalwedstrijd , werd hij in een hinderlaag gelokt en doodgeschoten. Naast Vázquez kwamen ook drie gemeentelijke politie-agenten die als bodyguards dienden om het leven. De moord is niet opgehelderd. Zijn dochter Fabiola Vázquez Saút was van 2010 tot en met 2013 burgemeester van Acayucan.